# Dinastía Románov
La dinastía Románov (en ruso: Романовы) fue la casa real gobernante en Rusia desde el siglo XVII hasta principios del siglo XX. Comenzó con la coronación de Miguel I en 1613, hijo del patriarca Filareto (primo de Teodoro I de Rusia), y rigieron el país hasta que se abolió la monarquía como consecuencia de la revolución de febrero de 1917.

## Origen
El patriarca Filareto, nacido Fiódor Nikítich Románov, era hijo de Nikita Románovich Zajarin-Yúriev, hermano de Anna Románovna Zajárina-Yúrieva (esposa del knyaz Vasili Sitski) y Anastasia Románovna Zajárina (esposa favorita de Iván IV el Terrible) y eran hijos de Román Zajarin-Yúriev (del cual procede el nombre Románov), hijo de Yuri Zajárievich Koshkin, hijo de Zajari Ivánovich Koshkin, hijo de Iván Fiódorovich Koshkin, hijo de Fiódor Andréievich Kobylin, llamado Fiódor Koshka, hijo a la vez de Andréi Ivánovich Kobyla, de origen lituano, boyardo del siglo XIV (al parecer de 1341), que estaba al servicio de Simeón I de Rusia y es antepasado, de mínimo, 24 familias nobles, aparte de la mencionada. Además de esto, la madre de Filareto era Evdokiya Aleksándrovna Gorbátaya-Shúiskaya, miembro de la familia Shuiski y, por ende, descendiente de los antiguos Rúrikovich (véase también el árbol genealógico de los monarcas rusos).

## Ascenso al trono ruso
Ganaron influencia durante el Gran Interregno generado por la muerte de Iván IV (1584). En 1613 una asamblea de nobles eligió zar al sobrino nieto de Iván, Miguel I de Rusia (1613), con el que se inició la dinastía. A Miguel le sucedieron su hijo Alejo I de Rusia (1645) y su nieto Teodoro III de Rusia (1676), cuya muerte inició un conflicto sucesorio entre los descendientes de Alejo I, Pedro el Grande y sus hermanastros Iván V y Sofía.

## La influencia alemana

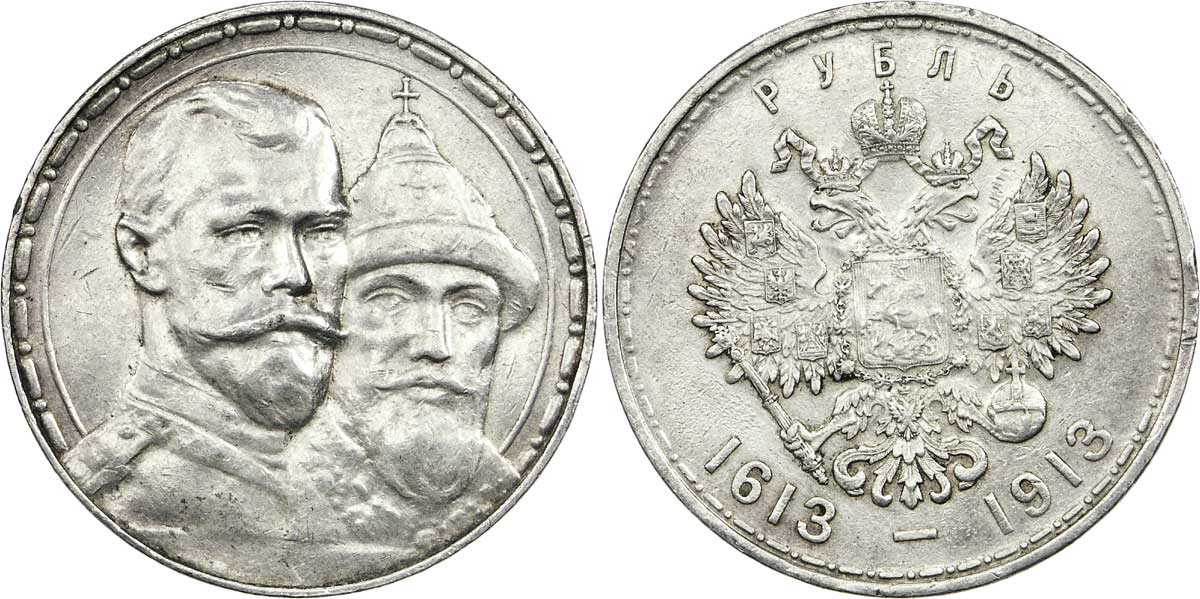
Moneda de un rublo conmemorativa del tercer centenario de la dinastía Románov (1913).

Pedro se impuso a ambos zares (el mismo e Iván V), en 1689, e inició un reinado marcado por la modernización de Rusia, que impulsó la colonización territorial y la fundación de San Petersburgo. Fue el primer monarca en adoptar el título de Emperador de toda Rusia en 1721. Envió a 55 soldados para la Guardia gigante de Potsdam del Reino de Prusia, cuya estatura mínima era de 1,85 m, en agradecimiento por la Cámara de Ámbar que Federico Guillermo I le había obsequiado. Pedro cambió la ley de sucesión, estableciendo que cada monarca sería libre de escoger a su sucesor. Sin embargo él mismo murió antes de haber establecido quién sería su sucesor. Los boyardos escogieron a su esposa, Catalina I (1725) como zarina. Al morir esta, el Trono volvió al linaje Románov con su nieto Pedro II (1727) y en su sobrina Ana Ivánovna (1730). Finalmente Iván VI, quien era alemán se convirtió en zar. El Trono volvió a los Románov con la hija de Pedro I, la zarina Isabel (1741). Con ella se extinguió el linaje y, aunque la dinastía conservó el nombre de Románov, de hecho fue sustituida por la Casa de Holstein-Gottorp. Durante muchas décadas en el resto de Europa, además de en el almanaque de Gotha, recibió el nombre de la Casa de Holstein-Gottorp-Románov;[cita requerida] de hecho en la misma Rusia habían reproches a la familia imperial por ser de origen extranjero.

Bandera de los Románov.

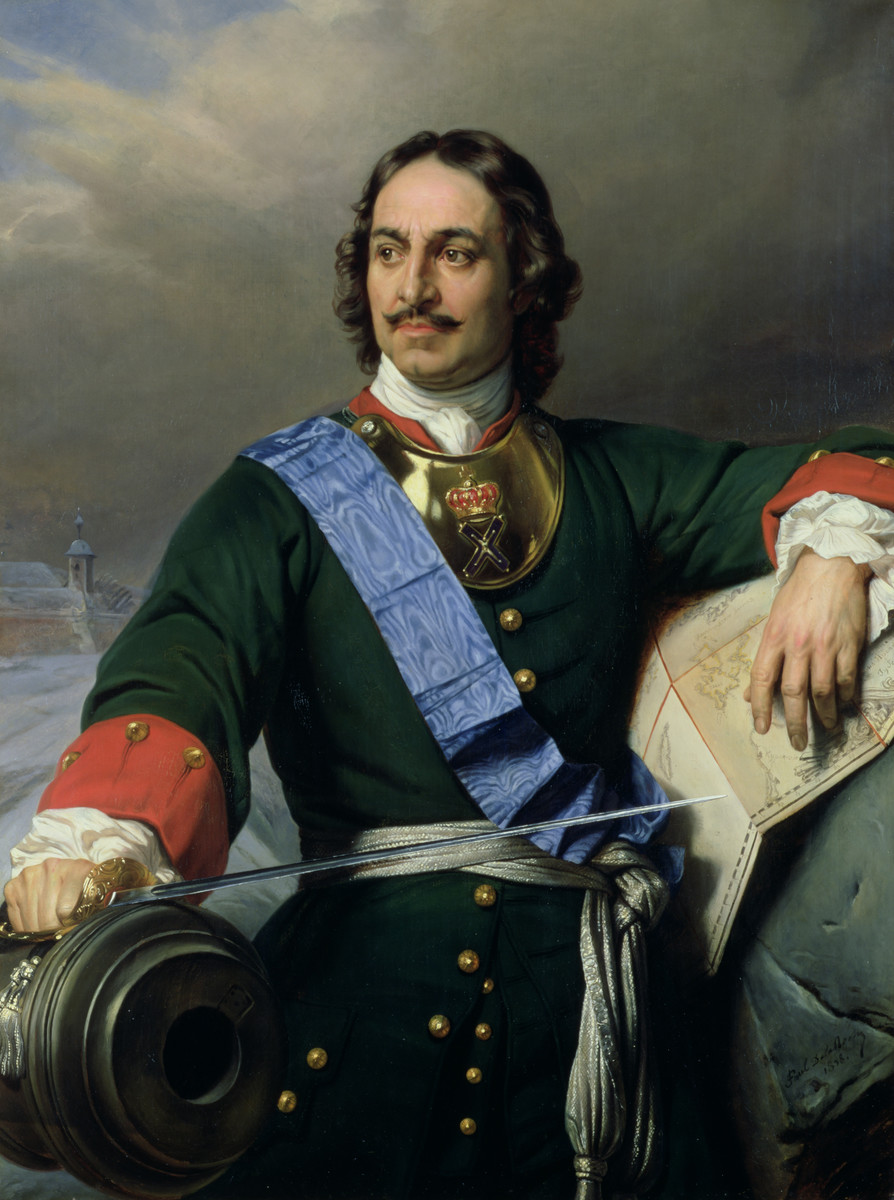
Pedro I «el Grande», emperador del Imperio ruso.

La coronación de Pedro III (sobrino de Isabel) en 1761, reforzó la presencia alemana en la Rusia imperial. Este zar sentía profunda admiración por Federico II el Grande de Prusia, porque una vez en el poder concertó la paz en la Guerra de los Siete Años.

## Conspiraciones y caída
Una conspiración de la nobleza y del clero obligó a Pedro III a abdicar, sucediéndole su esposa, Catalina II de Rusia (nacida en Prusia) 1762, quien usurpó el Trono a su hijo, Pablo I, aunque le designó para sucederle en el Trono. Pablo murió asesinado en una conspiración encabezaba por su hijo, el Príncipe Constantino[cita requerida] en 1801. El Trono recayó en el nieto de Catalina, Alejandro I (1801-1825), y después en su hermano, Nicolás I (1825-1855). Luego se siguió el orden sucesorio normal de padres a hijos, con Alejandro II (1855-1881), Alejandro III (1881-1894) y Nicolás II (1894-1917).

## El último Románov

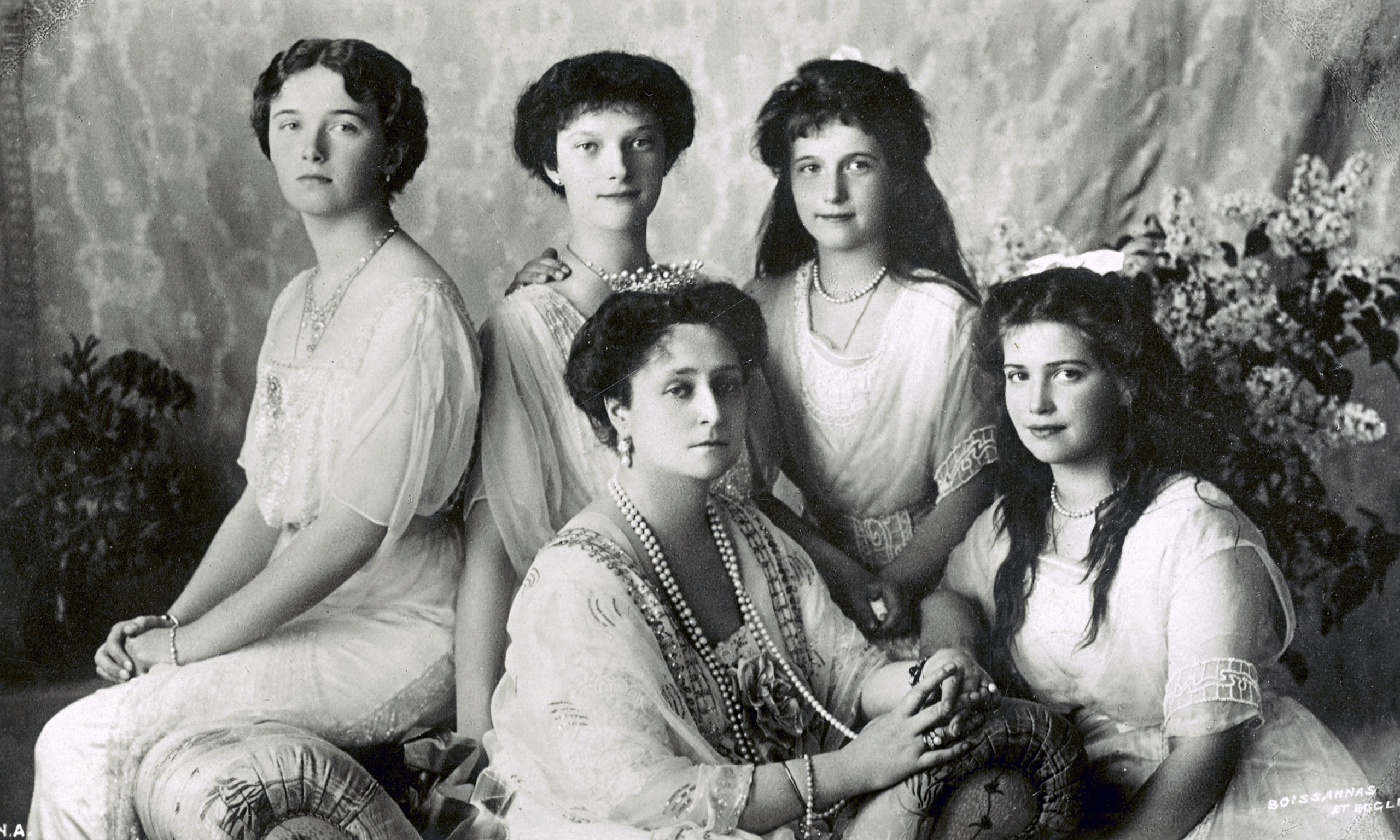
Las grandes duquesas Tatiana, Olga, Anastasia y María Románova con su madre la zarina Alejandra, la familia de Nicolás II

La dinastía Románov comenzó en 1613 cuando Mijaíl Fiódorovich fue elegido soberano de toda Rusia. La dinastía llegó a su final 304 años después, cuando Nicolás II y su familia fueron asesinados por los revolucionarios bolcheviques durante la revolución rusa y la guerra civil.
Nicolás II tenía una personalidad débil y no estaba preparado para su futuro puesto como zar. Este hombre, quien solamente le inspiraba su tranquila vida familiar, se convirtió en la cabeza de un enorme estado lleno de cambios después de la muerte de su padre. Nicolás no tenía anticipado tal cambio en Rusia y siempre reaccionaba bajo presión de los eventos, demasiado tarde, o torpemente. Además, era consciente del principio santo de su misión y que siempre defendería la monarquía cuando las concesiones fueran inevitables.
La esposa de Nicolás II era nieta de la reina Victoria de Inglaterra, la princesa Alix von Hessen-Darmstadt, quien se convirtió en Alejandra cuando se unió a la Iglesia ortodoxa rusa en preparación para su boda. Tuvieron cinco hijos (edades al tiempo de sus muertes): las grandes duquesas Olga Nikoláievna Románova (22), Tatiana Nikoláievna Románova (21), María Nikoláievna Románova (19), Anastasia Nikoláievna Románova (17), y el zarévich Alekséi Nikoláyevich Románov (13).
El reinado de Nicolás II comenzó con varias notas siniestras:
Cuando la futura zarina Alejandra apareció oficialmente por primera vez, en Rusia, durante el funeral de Alejandro III, la gente dijo: «Ella llega detrás de un ataúd, traerá mala suerte». Una señal para marcar la coronación de un nuevo zar era la tradición rusa de ofrecer comida y bebida a la gente. Cuando Nicolás llegó al trono, cerca de 700.000 personas estuvieron reunidas en el campo de Jodynka para celebrarlo, pero ocurrió una estampida que mató a 2000 asistentes.
Los soldados imperiales manejaron esta impresión nueve años después, cuando abrieron fuego sobre un grupo de 120.000 trabajadores que había marchado hacia el Palacio de Invierno a protestar por las condiciones laborales. Murieron miles de personas tiroteadas en esa masacre; por eso se le llama Domingo Sangriento.
Como resultado, Nicolás II introdujo una constitución y creó un parlamento, la Duma Imperial, para dar a la gente una voz, pero las medidas fueron demasiado tímidas y muy tardías. Los disturbios continuaban en Rusia; un eco de desorden sobre la escena del mundo en el cual estaba a punto de brotar la Primera Guerra Mundial. Al principio, los rusos vieron su participación en la batalla contra Alemania como heroica, pero mientras el número de víctimas se elevaba, la opinión pública se puso en contra de la continua participación en el conflicto y en contra de la esposa de Nicolás II, Alejandra.

## El arresto y asesinato de los Románov
El gobierno de Aleksandr Kérenski inicialmente retuvo a la familia imperial bajo arresto domiciliario en su palacio. Sus primeras intenciones eran mandarlos en exilio a Inglaterra, pero el gobierno no podría seguir haciéndole frente al crecimiento de poder de los bolcheviques. Para el invierno de 1917, los bolcheviques habían prevalecido sobre los mayores grupos revolucionarios y tenían bajo su control Moscú y San Petersburgo. Muy pronto establecieron su gobierno.
Nicolás fue el último zar de Rusia; fue destronado en el transcurso de la Revolución de Febrero de 1917, ocurrida en el marco de la Primera Guerra Mundial. Después de la Revolución de Octubre, los bolcheviques fusilaron a la familia imperial en Ekaterimburgo (Urales) en 1918.

## Tras la pérdida del poder
Después del asesinato de Miguel Románov en Perm y de Nicolás II y su hijo Alexis Nikoláievich en Ekaterimburgo (1918) se inicia un gran conflicto familiar por establecer a quien corresponden los derechos de sucesión al trono de Rusia. El primo de Nicolás II, el Gran Duque Cirilo Vladímirovich (1876-1938), se convirtió en el varón agnado de la dinastía y pretendiente al trono. En 1924, en el exilio, se proclamó zar de toda Rusia. Su único hijo varón, el príncipe Vladimiro Kirílovich de Rusia, murió en Miami en 1991. La hija de este, María Vladímirovna Románova, retomó sus derechos. Los demás descendientes varones de la dinastía están congregados en una Asociación de la Familia Románov, cuyo jefe es el Príncipe Nicolás Románovich, nacido en 1922 y residente en Suiza.
Durante años se especuló que Anastasia, una de las hijas de Nicolás, había sobrevivido a la revolución. Incluso una mujer llamada Anna Anderson alegaba que ella era Anastasia. Aunque mediante la técnica de análisis de ADN mitocondrial se descartó que esta mujer fuera la princesa.

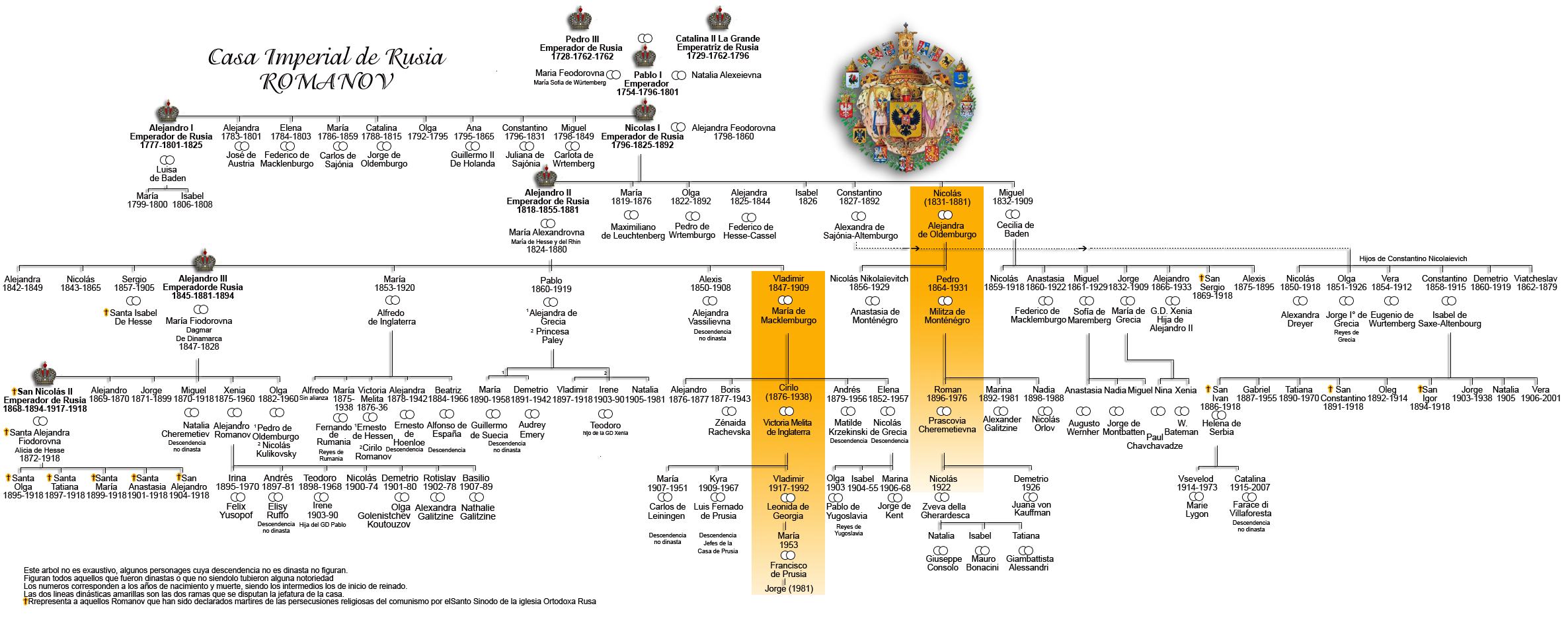
Árbol genealógico de los Románov desde Catalina la Grande y Pedro III.

## Confirmación de la muerte de toda la familia Románov
En la madrugada del 18 de julio de 1918, el zar, su familia y cuatro fieles sirvientes son llevados al sótano de la casa Ipátiev, donde están retenidos desde abril. Nicolás II había abdicado en marzo del año anterior tras la Revolución de Febrero. Fue confinado primero a Tobolsk, en los Urales, y después a Ekaterimburgo. Se le había prohibido llevar las hombreras que ostentaban su rango y tuvo que soportar cómo los centinelas hacían dibujos obscenos para ofender a sus hijas.
Aquella madrugada del 18 de julio, temiendo que el Ejército Blanco fiel al zar intentara liberarlo, el Sóviet de los Urales que los tiene cautivos fusila a toda la familia y a sus cuatro sirvientes.
Al parecer, los verdugos tenían instrucciones de mutilar y esconder los cuerpos para que no pudieran ser reconocidos. «Algunos de los huesos estaban quemados», informó por correo electrónico Walther Parson, del Instituto de Medicina Legal de Innsbruck (Austria), que ha estudiado los restos. «Las muestras estaban gravemente descompuestas y mostraban signos que pueden explicarse por agresión química» como ácido sulfúrico.[cita requerida]
La ocultación de los cadáveres alimentó las especulaciones sobre la posible supervivencia y fuga del zarévich Alekséi o alguna hija del zar. En 1991, se hizo público el hallazgo de una fosa en Ekaterimburgo con restos que podían ser de la familia del zar. Los análisis genéticos demostraron entonces que se trataba de huesos y dientes de nueve personas: el zar Nicolás II, la zarina Alejandra, tres de sus hijas y los cuatro sirvientes. Lejos de apaciguar los rumores, el hallazgo alimentó nuevas especulaciones al no haberse encontrado a la cuarta hija del zar ni al zarévich Alekséi.[cita requerida]
En julio de 2007, se encontró una segunda fosa con más restos a unos 60 metros de la primera. Los análisis genéticos de estos nuevos restos son inequívocos. Según los resultados presentados en PLoS ONE, se trata de huesos y dientes de dos personas. Una es un chico de entre 12 y 15 años con un cromosoma igual que el del zar Nicolás II y un ADN mitocondrial igual que el de la zarina Alejandra: solo puede tratarse de su hijo, el zarévich Alekséi, ejecutado a los 13 años. La otra persona es una chica de entre 15 y 19 años con un ADN mitocondrial igual al de la zarina y sus otras tres hijas halladas en 1991: tanto podría ser Anastasia —que tenía 17 años— como María — que tenía 19.[cita requerida]
Para asegurarse de que los restos son efectivamente de la familia imperial rusa, los investigadores han cotejado el ADN mitocondrial de la zarina y sus hijos con los del duque de Edimburgo —consorte de la reina Isabel de Inglaterra— y han confirmado que coinciden. Han cotejado el cromosoma Y del zar y el zarévich con el de un descendiente vivo de la familia y han confirmado que también coinciden. Y han cotejado el ADN del zar con el de una mancha de sangre que quedó en la camisa que llevaba cuando fue atacado en Japón en 1891 y que fue conservada como reliquia: la coincidencia es total. «Misterio resuelto —concluyen en Plos One—: ningún miembro de la familia sobrevivió a la ejecución en la madrugada del 17 de julio de 1918».[cita requerida]

## Miembros de la Casa

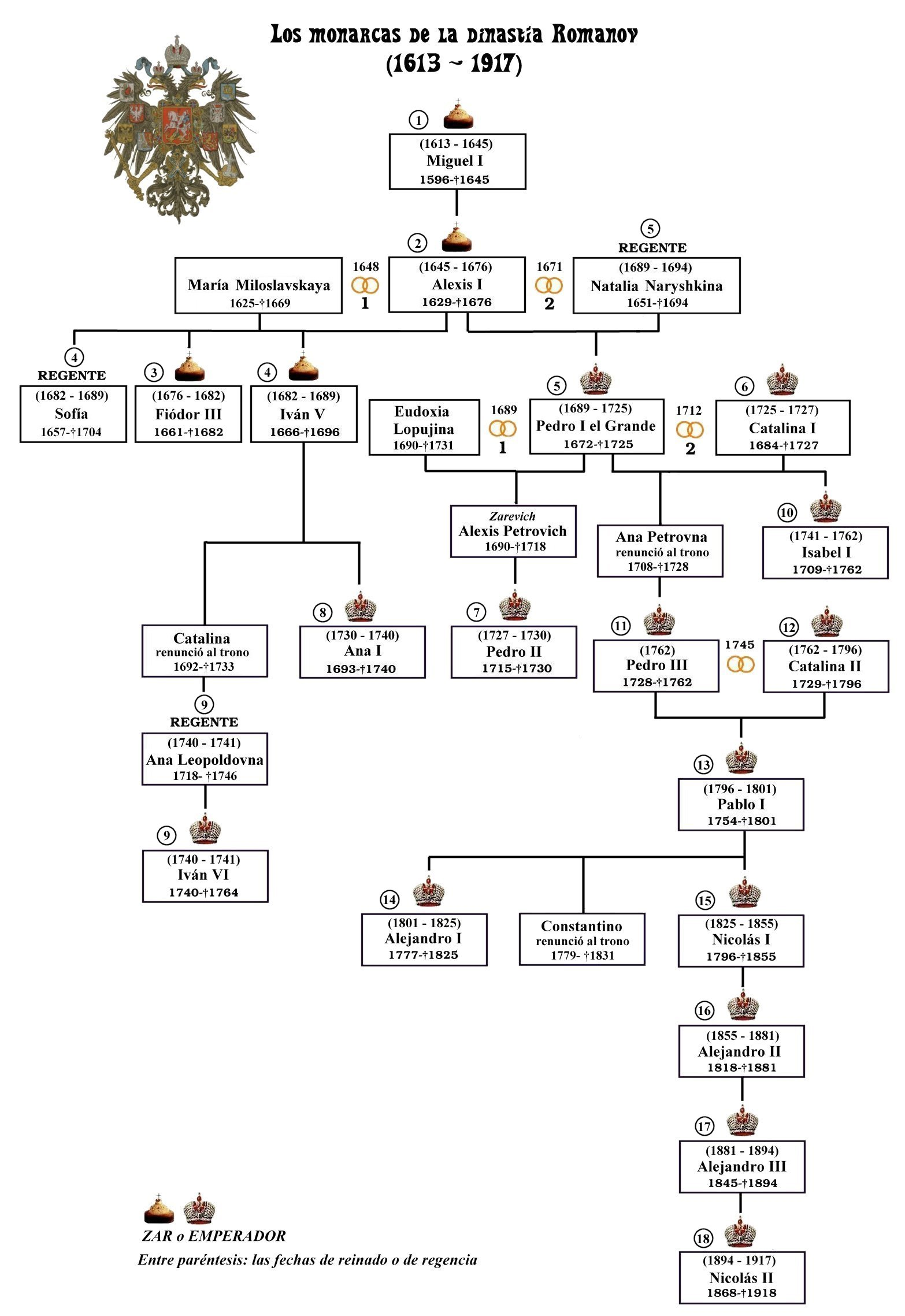
Gráfico de los monarcas de la dinastía Románov.

Los monarcas de la dinastía Románov fueron:
1. Miguel I Fiódorovich (1613-1645)
2. Alejo I Mijáilovich el Pacífico (1645-1676), hijo de Miguel I
3. Fiódor III Alekséyevich (1676-1682), también llamado Teodoro III de Rusia, hijo de Alejo I
4. Iván V Alekséyevich (1682-1696), hermano de Teodoro III, junto con su hermano Pedro I
5. Pedro I Alekséyevich el Grande (1682-1725), hermano de Teodoro III e Iván V
6. Catalina I Alekséyevna (1725-1727), viuda de Pedro I, de soltera Marta Skavronska
7. Pedro II Alekséyevich (1727-1730), hijo de Alexis Petróvich, primogénito de Pedro I
8. Ana I Ioánnovna (1730-1740), hija de Iván V
9. Iván VI Antónovich (1740-1741), hijo de Ana Leopóldovna, sobrina de Ana Ioánnovna
10. Isabel I Petrovna la Clemente (1741-1762), hija de Pedro I y Catalina I
11. Pedro III Fiódorovich (1762), hijo de Ana Petrovna, hija de Pedro I y Catalina I
12. Catalina II la Grande Alekséyevna la Grande (1762-1796), viuda de Pedro III, de soltera Sofía de Anhalt-Zerbst
13. Pablo I Petróvich (1796-1801), hijo de Pedro III y Catalina II
14. Alejandro I Pávlovich (1801-1825), hijo de Pablo I
15. Nicolás I Pávlovich (1825-1855), hermano de Alejandro I
16. Alejandro II Nikoláyevich (1855-1881), hijo de Nicolás I
17. Alejandro III Aleksándrovich (1881-1894), hijo de Alejandro II
18. Nicolás II Aleksándrovich (1894-1917), hijo de Alejandro III
19. Miguel II Aleksándrovich (1917), hermano de Nicolás II, zar nominal durante un día.

### Pretendientes
1. Cirilo Vladímirovich, Cirilo I (1917-1938)
2. Vladimiro Kirílovich, Vladimiro I (1938-1992)
3. María Vladímirovna, María I (1992-presente)

Todavía hay 26 miembros de la dinastía Románov vivos en la época moderna. La jefatura de la familia Románov está en disputa entre el príncipe Andrei Andreievich de Rusia y María Vladímirovna, Gran Duquesa de Rusia.

## Románov asesinados
Los siguientes miembros de la Familia Imperial fueron asesinados por los bolcheviques durante la Revolución Rusa:
- Gran duque Miguel Aleksándrovich (f. 1918)
- Gran duque Pablo Aleksándrovich (f. 1919)
- Gran duque Demetrio Constantínovich (f. 1919)
- Gran duquesa Isabel Fiódorovna (f. 1918)
- Gran duque Nicolás Mijáilovich (f. 1919)
- Gran duque Jorge Mijáilovich (f. 1919)
- Gran duque Sergio Mijáilovich (f. 1918)
- Príncipe Constantino Constantínovich (f. 1918)
- Príncipe Ígor Constantínovich (f. 1918)
- Príncipe Iván Constantínovich (f. 1918)

Descendientes asesinados de los Románov:
- Príncipe Vladímir Pávlovich Paléy (f. 1918)
- Príncipe Artemio Nikoláievich Iskander (f. 1919)
- Conde Alekséi Alekséievich Beliovski-Zhukovski (f. 1932), ejecutado en Tiflis, RSS de Georgia